# 寄居橋
寄居橋（よりいばし）は、埼玉県大里郡寄居町末野と同金尾の間で荒川に架かる埼玉県道82号長瀞玉淀自然公園線の橋である。また波久礼橋（はぐればし）の異名もある。

## 概要
荒川河口から99.4キロメートルの地点に位置する、橋長109.0メートル、総幅員15.2メートル、有効幅員11.0メートル（車道7メートル 歩道2メートル×2）、支間長107.8メートルの1等橋（TL-20）である。下路式の鋼アーチ橋の一種であるニールセンローゼ桁橋で、歩道は車道を挟んだ両側に設置されている。橋の断面は車道1.5パーセント、歩道2パーセントの勾配がつけられている。左岸側は長さ18メートルで2径間のPCスラブ桁で設けられた側径間があり、それを含めた全長は128メートルになる。
玉淀湖に架かり対岸に渡れる唯一の橋で、両岸とも河岸段丘になっていて湖底との高低差が大きいことから周辺に堤防などの河川設備がなく、両岸の段丘面と橋面との高低差がほとんどないため、橋の前後に見られるような延々と続く盛り土や高架橋などのアプローチ区間は存在せず、橋は右岸側と左岸側の段丘面を直接結んでいる。
橋の東詰は、橋を北に進むと直ぐに国道140号との交差点に至る。コミュニティバスも含め、橋を通る公共交通機関は存在しない。 
橋は埼玉県のぐるっと埼玉サイクルネットワーク構想に基づき策定された「自転車みどころスポットを巡るルート」の「長瀞羊山芝桜ルート」や「寄居・日本（やまと）の里ルート」の経路に指定されている。

### 諸元
- 橋格 - 1等橋
- 総工費 - 8億7300万円[9]
- 形式 - ニールセン・ローゼ橋
- 橋長 - 109.0 m
- 支間長 - 107.8 m
- 総幅員 - 15.2 m
- 有効幅員 - 11.0 m
- 基礎 -
- 着工 - 1981年（昭和56年）[9][10]
- 竣工 - 1985年（昭和60年）
- 開通 - 1986年（昭和61年）8月19日[11]（同年4月暫定開通[12]）

## 歴史

### 金尾の渡し

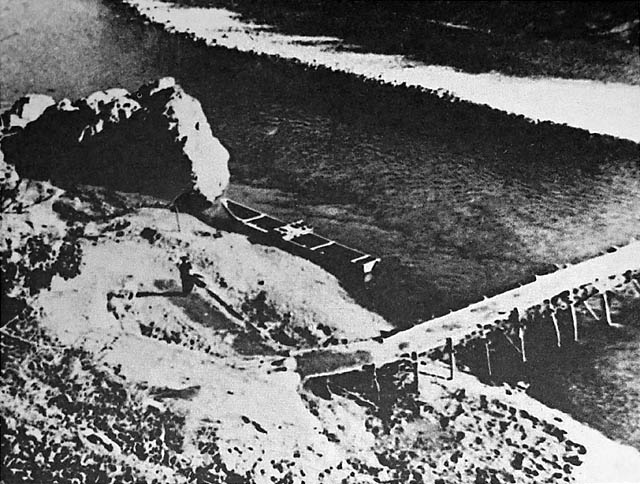
金尾の渡し

寄居橋が開通する以前は「金尾の渡し」と呼ばれる私設の渡船場で対岸を結んでいた。
この渡船場は「殿倉の渡し」とも呼ばれ、いつから設立していたかは定かではないが、秩父往還が通っていた頃より存在した古くからある渡船場であった。冬から春にかけての船の運航が困難となる減水期は長さ20間（約36.36メートル）、幅4尺（約1.21メートル）の土橋による仮橋を架設していた。渡船賃は地元住民は「人手米」と称した、年払いで米麦などの農作物を一定量納めた事で無料で利用できた。
この渡船場は1947年（昭和22年）の寄居橋の完成により廃止され、1964年（昭和39年）の玉淀ダムの完成により渡船場跡は玉淀湖の底に水没している。

### 1947年の橋

旧寄居橋と玉淀ライン下り

市町村道の改修の一環として寄居橋が旧正喜橋に酷似した鋼製吊り橋として1946年（昭和21年）に竣工され、1947年（昭和22年）12月開通した。橋長89.9メートル、幅員3.9メートル、支間長89メートル。橋の両入口に進入制限用のポールがあり、高さ制限は3.0メートルで、重量制限は2トンである。主塔は段丘崖上の両岸に設けられた基礎の上に設けられ、鋭角な四角錐状の形状で鋼製のトラス構造を持ち、桁は鋼補剛トラス構造で床版は木製である。桁の両側には耐風索および耐風支索と呼ばれる、桁の横変位と捩れを抑制するための鋼ケーブルが設けられている。
下部工は直接基礎である。単径間の橋で側径間は有していない。自転車や牛車の他、自動車の通行も可能であった。ただし、重量制限のため、橋には車は1台しか入れなかった。この橋は県管理の最後のつり橋で地元では撤去を惜しむ声あったが、1985年の橋が暫定開通した後に撤去された。右岸側の橋詰に取り付け道路の跡地を利用したポケットパークが設置され、そこに埼玉県が設置した橋の歴史について詳細に記した由来碑や、旧橋の銘板を利用した記念碑が設置されている。また、橋の橋台や取り付け道路も両岸に残されている。

### 1985年の橋
旧橋は埼玉県で唯一の県管理の吊り橋であったが、戦後の物資難の中の架設もあってか、著しいメインケーブルの劣化のため2トンの重量制限を実施していた。そして架橋から40年近く経過して橋が老朽化し、維持管理がかさみ地元で架け替えの要望がある事と、片側交互通行ということもあって車両の大型化や増加する交通量に対応できず、時代にそぐわなくなったことから埼玉県（熊谷工事事務所）が事業主体となり、1981年（昭和56年）予算化されて今までの橋のすぐ上流側の位置に総事業費8億7300万円を投じて現在の橋である新寄居橋の架け替え事業に着手した。
橋種の選定に当たっては周囲は埼玉県立長瀞玉淀自然公園であるため、観光への利用も考慮するとともに周囲の地形や景観の調和にも配慮され、埼玉県では秩父市の巴川橋に次いで2例目となるニールゼンローゼ橋が採用された。橋の塗色も同様の配慮がなされ、シルバー系の色となった。橋の施工会社は松尾橋梁。架設工法はケーブルクレーンによる斜吊り工法（ケーブルエレクション斜吊り工法）が用いられた。
1985年（昭和60年）に橋は完成されて旧橋より付け替えられ、1986年（昭和61年）4月に橋の供用を開始した。橋長109メートルで、アーチリブの高さは18.0メートルである。また、橋の架設に合わせて取り付け道路がすぐ上流側に整備し直されたが、左岸側の用地の買収の遅れから暫定開通の措置が取られた。1986年（昭和61年）8月19日、新寄居橋は全面開通し、開通式が寄居町長ら関係者が出席する中挙行された。現在はこの新寄居橋を寄居橋と呼ぶ。

## 周辺

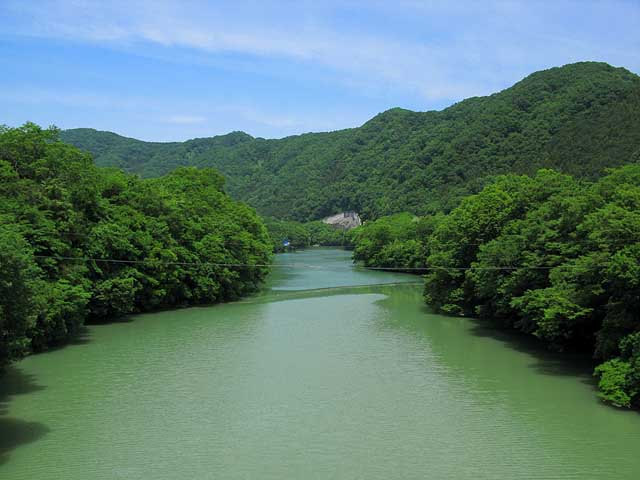
寄居橋より望む玉淀湖（荒川）

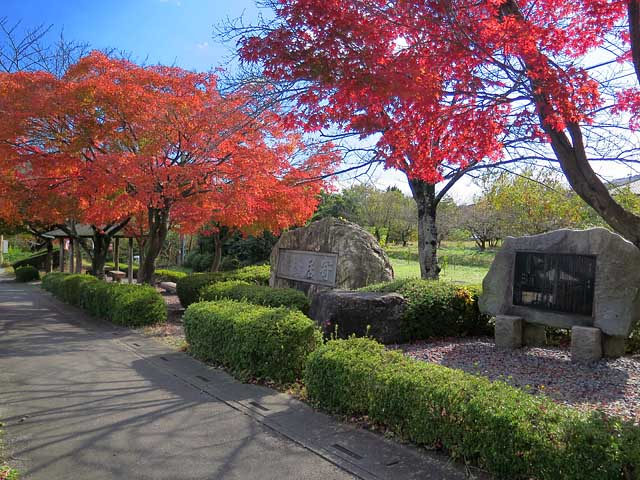
ポケットパーク

橋の周辺は「埼玉県立長瀞玉淀自然公園」に指定されている。橋の南側に水の郷百選、および水源の森百選に指定されている風布川が合流している。その源流域の湧水は日本水（やまとみず)と呼ばれている。橋の北側は長瀞町の町域が近い。
また、寄居橋周辺の荒川は玉淀ダムによってせき止められ玉淀湖となっている。玉淀湖ができる前の荒川は奥玉淀とも呼ばれ、長瀞渓谷の様な渓谷美の自然景観を造り出していて玉淀ライン下りでにぎわっていた。玉淀ライン舟下りは観光事業として1931年（昭和6年）に玉淀保勝会によって波久礼-玉淀（正喜橋付近にある県指定名勝）で計画され実施された。玉淀ライン舟下りは好評であったが太平洋戦時中は中断され、戦後寄居町観光協会によって再開されるも、1962年（昭和37年）の玉淀ダムの建設工事によってその歴史に幕を閉じた。2008年に玉淀ダム撤去促進期成同盟会が結成され、奥玉淀の景観を取り戻そうとダム撤去の動きがある。また、玉淀ダムは橋ではないが、ダム天端にあるキャットウォーク（作業用通路）は一般開放されていて歩行者の通行が可能で、対岸に渡ることができる。
- 波久礼駅
- 金尾山
  - 金尾城址
  - 金尾山公園 - つつじの名所
- 白髪神社
- 末野窯跡 - 登り窯跡
- 円良田湖
- 県立寄居こども病院
- 亀の井ホテル 長瀞寄居（旧かんぽの宿寄居）

## その他
- 寄居橋は埼玉県のぐるっと埼玉サイクルネットワーク構想に基づき策定された「自転車みどころスポットを巡るルート」の「長瀞羊山芝桜ルート」や[31]、「寄居・日本（やまと）の里ルート」の経路に指定されている[32]。

## 風景

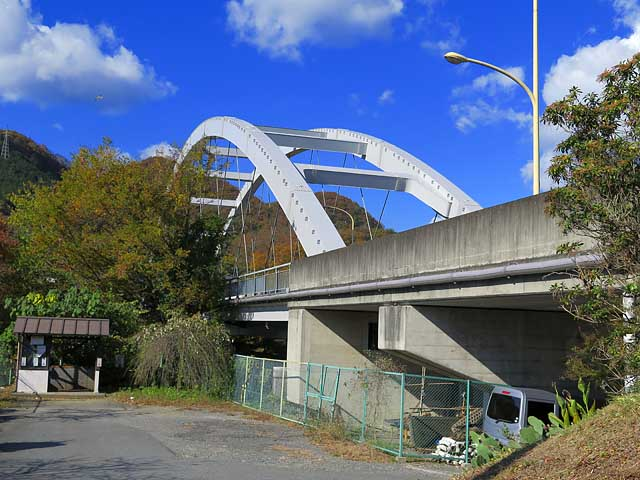
左岸下流側より望む。
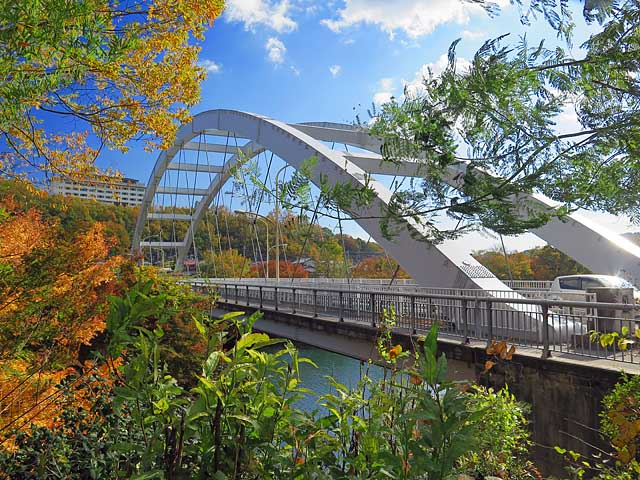
右岸上流側より望む。
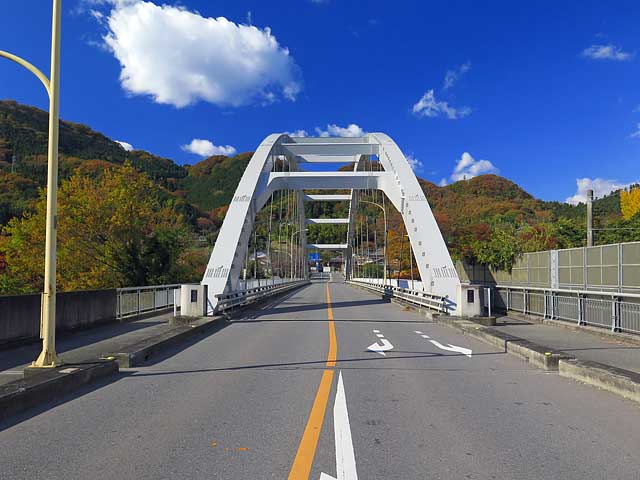
左岸側橋詰より望む。
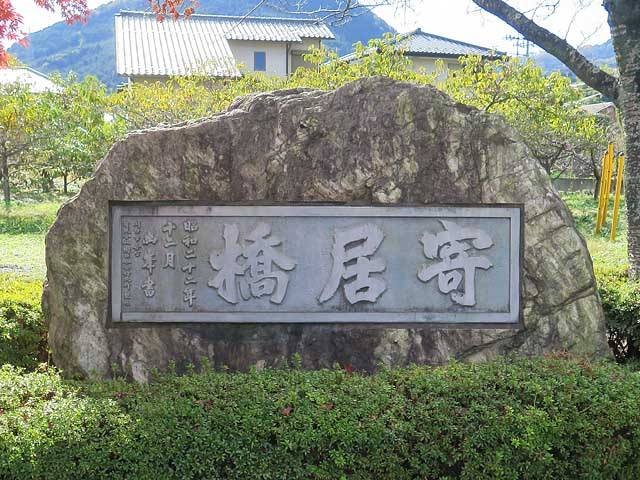
旧橋の銘板を利用した記念碑。
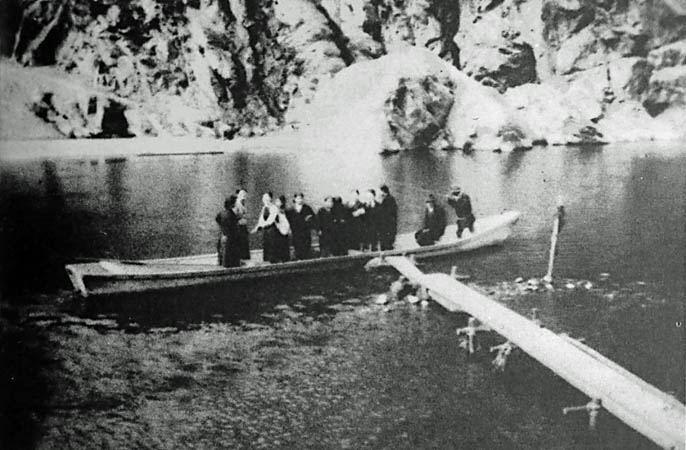
金尾の渡し。

## 隣の橋
- 荒川

（上流） - 白鳥橋 - 葉暮橋 - 寄居橋 - 末野大橋 - 折原橋 - （下流）